# Calycomyza flavomaculata
Calycomyza flavomaculata este o specie de muște din genul Calycomyza, familia Agromyzidae, descrisă de Spencer în anul 1960.
Este endemică în Spania. Conform Catalogue of Life specia Calycomyza flavomaculata nu are subspecii cunoscute.